# エリック・ホッファー
エリック・ホッファー（Eric Hoffer, 1902年7月25日 - 1983年5月20日）は、アメリカ合衆国の独学の社会哲学者。

## 来歴・人物
ドイツ系移民の子としてニューヨークのブロンクスに生まれる。7歳にして母親と死別し、同年視力を失う。その後、15歳で奇跡的に視力を回復する。以来、再びの失明の恐怖から、貪るように読書に励んだという。しかし正規の学校教育は一切受けていない。18歳の頃、唯一の肉親である父親が逝去し、天涯孤独の身となった。それを機にロサンゼルスの貧民窟でその日暮らしの生活を始める。
28歳の時、多量のシュウ酸を飲み自殺を試みるが未遂に終わる。それをきっかけにロサンゼルスを去り、カリフォルニアで季節労働者として農園を渡り歩いた。労働の合間に図書館へ通い、大学レベルの物理学と数学をマスターする。農園の生活を通して興味は植物学へと向き、農園をやめてまで植物学の勉強に没頭し、またも独学でマスターすることになる。
ある日、勤務先のレストランでカリフォルニア大学バークレー校柑橘類研究所所長のスティルトン教授と出会い、給仕の合間に彼が頭を悩ませていたドイツ語で書かれた植物学の文献を翻訳した。彼はホッファーが植物学にもドイツ語にも精通していることを知り、研究所で勤務することを持ちかけた。研究所でしばらく働いたホッファーは、当時カリフォルニア州で流行していたレモンの白化現象の原因を突き止めた功績が認められ、正式な研究員のポストが与えられるが、それを断り気ままな放浪生活へと舞い戻る。
哲学者、著述家としての転機は1936年、ホッファーが34歳の時で、アドルフ・ヒトラーが台頭した時期であった。その冬、砂金掘りの仕事でひと冬を雪山で過ごすことになり、その暇つぶしとして道中の古本屋で購入したモンテーニュの『エセー』との出会いによって思索、とりわけ「書く」という行為を意識し始めたという。エセーはその冬で三度読み返し、最後には大部分を暗記してしまったという。
1941年より、サンフランシスコで沖仲仕として働き始める。1951年に最初の著書『大衆運動』を上梓。沖仲仕の仕事のかたわら執筆活動を続けたことから、「沖仲仕の哲学者」と呼ばれるようになる。1964年にカリフォルニア大学バークレー校の政治学研究教授になったが、沖仲仕の仕事は65歳になるまでやめなかった。また、沖仲仕を含む港湾労働者の労働組合幹部を長く続けていた。ホッファーは「沖仲仕ほど自由と運動と閑暇と収入が適度に調和した仕事はなかった」と述懐している。バークレーでは週に一度のオフィスアワーを持ち、1972年まで続けた。
1967年にCBSで放送されたエリック・セヴァライドとの対談番組が、全米各地で大きな反響を呼んだ。再放送も人気だったことから、以来年に一度出演した。ベトナム戦争に際しての兵役拒否、ヒッピー、マリファナ、学生運動の時代である1970年代になると、ある種の知的カリスマとして高い知名度を持つにいたった。だが、ホッファー自身はヒッピーを「甘やかされた子供」と捉え、ヒッピーと対照的な立場とされているスクウェア（一般的な意味とやや異なり、本人はブルーカラーのような勤労青年を指して呼んだ）を支持していた。また、ホッファーはベトナム戦争を肯定的に評価していた。
1983年2月、当時の大統領ロナルド・レーガンは大統領自由勲章を送った。同年5月、老衰のため、80歳でその生涯を終えた。

## 著作
- The True Believer: Thoughts on the Nature of Mass Movements.（1951年）
  - 高根正昭訳『大衆』（紀伊国屋書店、1961年）
    - 高根正昭訳『大衆運動』（紀伊国屋書店、1969年、復刻版2003年ほか）、改装版

  - 中山元訳『大衆運動』（紀伊国屋書店、2022年）、新訳版
- The Passionate State of Mind and Other Aphorisms.（1955年）
  - 永井陽之助訳「情熱的な精神状態」永井編『現代人の思想（16）政治的人間』（平凡社、1967年）
  - 中本義彦訳「情熱的な精神状態」-『魂の錬金術 - エリック・ホッファー全アフォリズム集』（作品社、2003年）
- The Ordeal of Change.（1963年）
  - 田崎淑子・露木栄子訳『変化という試練』（大和書房、1965年）
- Working and Thinking on the Waterfront:a Journal, June 1958-May 1959（1969年）
  - 田中淳訳『波止場日記 - 労働と思索』（みすず書房、1971年、新装版2002年ほか、同〈始まりの本〉、2014年）
- The Temper of Our Time.（1967年）
  - 柄谷行人・柄谷真佐子訳『現代という時代の気質』（晶文社〈晶文選書〉、1972年、新版1985年／ちくま学芸文庫、2015年）、柄谷行人による改訳版
- First Things, Last Things.（1971年）
  - 田中淳訳『初めのこと今のこと』（河出書房新社、1972年）
    - 田中淳訳『エリック・ホッファーの人間とは何か』（河出書房新社、2003年）、改装版
- Reflections on the Human Condition.（1973年）
  - 中本義彦訳「人間の条件について」- 上記『魂の錬金術 - エリック・ホッファー全アフォリズム集』収録
- In Our Time.（1976年）
- Before the Sabbath.（1979年）
  - 中本義彦訳『安息日の前に』（作品社、2004年）
- Between the Devil and the Dragon: The Best Essays and Aphorisms of Eric Hoffer.（1982年）
  - 中本義彦訳「龍と悪魔のはざまで」- 上記『魂の錬金術 - エリック・ホッファー全アフォリズム集』収録
- Truth Imagined.（1983年）
  - 中本義彦訳『エリック・ホッファー自伝 - 構想された真実』（作品社、2002年）